# Stellera
Stellera es un género botánico con 49 especies de plantas fanerógamas perteneciente a la familia Thymelaeaceae

## Especies seleccionadas
- Stellera alberti Regel
- Stellara altaica Thiéb.-Bern. ex Pers.
- Stellera annua Salisb.
- Stellera bodinieri H.Lév.
- Stellera concinna Edgew.
- Stellera magakjani Sosn.